# Melanie Thornton
Melanie Janene Thornton (Charleston, 1967. május 13. – Bassersdorf, 2001. november 24.) amerikai pop- és dance énekesnő. 
Ő volt a La Bouche eurodance-együttes vezető énekesnője 1994 és 2001 között Lane McCray rapper oldalán. Két legsikeresebb kislemezük, a Be My Lover és a Sweet Dreams Sweet Dreams, 1994-ben és 1995-ben jelent meg. Ezután Thornton elhagyta az együttest, és szólókarrierbe kezdett, amely főleg Európában lelt sikerre. 
Egyéni slágerei közé tartozik a „Love How You Love Me”, „Heartbeat” és a Wonderful Dream (Holidays are Coming). 
2001. november 24-én éjjel, nem sokkal utolsó lipcsei fellépését követően repülőgépe lezuhant Svájcban, Bassersdorfnál. Vele együtt 24 ember vesztette életét a tragédiában.

## Fordítás
- Ez a szócikk részben vagy egészben  a   Melanie Thornton című angol Wikipédia-szócikk fordításán alapul.  Az eredeti cikk szerkesztőit annak laptörténete sorolja fel. Ez a jelzés csupán a megfogalmazás eredetét és a szerzői jogokat jelzi, nem szolgál a cikkben szereplő információk forrásmegjelöléseként.